# Вилхелм I (Долен Салм)
Вилхелм I фон Долен Салм (на немски: Wilhelm I von Untersalm; * pr. 1207; † 1214) e граф на Долен Салм в Ардените.

## Произход
Той е третият син на граф Фридрих II фон Салм и Вианден († сл. 1200) и съпругата му Елизабет (Елиза) фон Салм († сл. 1200), дъщеря на граф Хайнрих I фон Салм-Лонгенщайн († сл. 1170) и Клеменция фон Дагсбург († 1169). Брат е на граф Фридрих III фон Вианден († сл. 1200/1220/1258).

## Фамилия
Вилхелм I има трима сина:
- Фридрих II фон Долен Салм († сл. 1207), свещеник
- Хайнрих I (II) фон Долен Салм († сл. 1214), граф на Долен Салм 1214, женен
- Герхард фон Долен Салм († сл. 1207), свещеник